# El lado oscuro del corazón 2
El lado oscuro del corazón 2 és una coproducció hispanoargentina de comèdia dramàtica escrita i dirigida per Eliseo Subiela com a seqüela d'El lado oscuro del corazón (1992). És protagonitzada per Darío Grandinetti, Ariadna Gil, Nacha Guevara i Manuel Bandera. Va ser estrenada el 5 de juliol de 2001.

## Argument
Han passat deu anys des que l'Ana i el poeta Oliverio passessin aquelles estones memorables a Montevideo. L'Ana el deixa per a viatjar a Barcelona i començar una nova vida, mentre que l'Oliverio passa el temps buscant una altra dona que «el faci volar». En ser qüestionat per les seves personalitats imaginàries, l'Oliverio emprèn un viatge íntim i alliberador cap al Vell Continent, on aconsegueix trobar l'Ana per adonar-se que junts ja no volen.
En aquest viatge intens al costat de la poesia, l'Oliverio es troba amb l'inevitable pas del temps i es mou des de l'absolució indesxifrable cap al redescobriment de l'amor. En aquest procés, al costat de la poesia suïcida i la poesia alliberadora, coneix l'Alejandra, una bella trapezista de circ amb qui emprèn una relació intrínseca de manera subtil, car Alejandra invoca el record de la poeta Alejandra Pizarnik, procurant sobretot perllongar la vida i l'amor.